# Castanheira do Vouga
Pour les articles homonymes, voir Castanheira.
Castanheira do Vouga est une ancienne paroisse civile portugaise (en portugais : freguesia) de la municipalité d'Águeda dans le district d'Aveiro. 
La loi no 11-A/2013 du 28 janvier 2013, portant réorganisation administrative du territoire des freguesias, fusionne Castanheira do Vouga avec les paroisses voisines de Belazaima do Chão et Agadão pour former l’União das freguesias de Belazaima do Chão, Castanheira do Vouga e Agadão (dont le siège est à Castanheira do Vouga).